# Gauley Bridge
Gauley Bridge – miasto w Stanach Zjednoczonych, w stanie Wirginia Zachodnia, w hrabstwie Fayette.